# Eugoa erkunin
Eugoa erkunin är en fjärilsart som beskrevs av Arnold Pagenstecher 1885. Eugoa erkunin ingår i släktet Eugoa och familjen björnspinnare. Inga underarter finns listade i Catalogue of Life.